# Rede Graal
A Rede Graal é uma rede de autopostos rodoviários do Brasil e está presente em algumas das principais rodovias nos estados de São Paulo, Minas Gerais, Rio de Janeiro, Santa Catarina e Rio Grande do Sul. Em maio de 2012, a rede anunciou a construção de um segundo posto no município de São Carlos.
O apresentador Gugu Liberato era sócio em uma das unidades deste empreendimento.

## História
A Rede Graal foi criada em 1974, quando a Família Alves, dona de uma padaria (localizada no Largo Treze de Maio na zona sul de São Paulo), criou o primeiro conjunto de restaurante e posto de gasolina com serviço às margens da rodovia Régis Bittencourt, chamado de Graal Petropen.

## Operação

### Tematização
O Graal possui trabalhos de tematização em suas unidades, podendo as mesmas contemplarem uma época do ano ou a região em que estão inseridas.
Um exemplo é a unidade 56, localizada em Jundiaí, construída em estilo art déco, ou a unidade em  Minas Gerais, localizada na cidade de Perdões que busca contar um pouco da cultura e regionalidade mineira. 

### Submarcas
A partir de 2000, o Graal criou submarcas buscando atender diferentes tipos de consumidores. São nomenclaturas associadas aos serviços ofertados pela empresa para os seus clientes.
Em geral, são submarcas do Graal: Route Café, Bella Farinha, NYC Burger, Tony's, Più Italia (anteriormente Più Pizza), Pasta & Grill, Empório Graal, OhSushi, Via Grill, Via Lev, Parmegiana & Cia, CQG (Controle de Qualidade Graal), Caminho da Moda, Petrograal e Recanto do Caminhoneiro. Além dessas submarcas, a Rede Graal possui a sua própria franquia de hotéis chamada Graal Inn Hotéis.
As unidades Graal podem conter várias destas submarcas, a depender da localidade onde está instalada.

### Eventos
A Rede Graal já se fez presentes em eventos além de suas unidades, como na edição 2014 do Salão Internacional do Automóvel de São Paulo (com a exposição de uma réplica do Delorean).

## Unidades

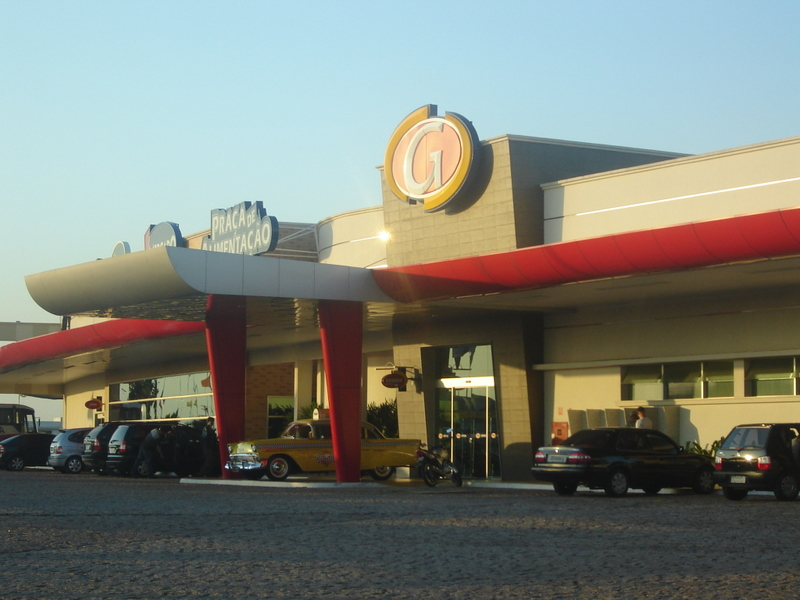
Unidade Graal 125 Norte, no ano de 2011.

### Minas Gerais
- João Monlevade: Graal Cinco Estrelas (na BR-381); Graal Marfim (na BR-381).

- Juiz de Fora: Graal Silvio's (na BR-040).

- Oliveira: Graal Oliveira (na Rodovia Fernão Dias/BR-381).

- Ribeirão Vermelho: Graal Ribeirão Vermelho (na Rodovia Fernão Dias/BR-381).

- São Sebastião da Bela Vista: Graal Bela Vista (na Rodovia Fernão Dias/BR-381).

- Uberaba: Graal Antares (na BR-050).

### Rio de Janeiro
- Itatiaia: Graal Itatiaia (na Rodovia Presidente Dutra/BR-116).

- Resende: Graal Embaixador (na Rodovia Presidente Dutra/BR-116); Graal Resende (na Rodovia Presidente Dutra/BR-116).

- Rio Bonito: Graal Oásis (na Via Lagos/RJ-124).

### Rio Grande do Sul
- Gravataí: Graal Rota 80 (na BR-290).

### São Paulo
- Araçariguama: Graal Tigrão (na Rodovia Castelo Branco Barueri/SP-280); Rancho 53 (na Rodovia Castelo Branco/SP-280).

- Barueri: Graal Barueri (na Rodovia Castelo Branco/SP-280).

- Bauru: Graal Sem Limites (na Rodovia Marechal Rondon/SP-300).

- Cordeirópolis: Graal Barreirense (na Rodovia Washington Luís/SP-310); Restaurante Manjar do Marquês (na Rodovia Washington Luís/SP-310); Graal Turmalina (na Rodovia Anhanguera/SP-330).

- Guaratinguetá: Graal Clube 500 (na Rodovia Presidente Dutra/BR-116); Graal 3 Garças (na Rodovia Presidente Dutra/BR-116).

- Guararema: Graal Market (na Rodovia Carvalho Pinto/SP-070).

- Jundiaí: Graal 56 (norte e sul na Rodovia dos Bandeirantes/SP-348); Graal 67 (na Rodovia Anhanguera/SP-330).

- Limeira: Graal Castelo (na Rodovia Anhanguera/SP-330); Graal Topázio (na Rodovia Anhanguera/SP-330).

- Mairiporã: Graal Mairiporã (na Rodovia Fernão Dias/BR-381); Graal Rancho Português (na Rodovia Fernão Dias/BR-381)

- Miracatu: Graal Japonês (na Rodovia Régis Bittencourt/BR-116).

- Ourinhos: Graal Ourinhos (na Rodovia Transbrasiliana/BR-153).

- Paranapanema: Graal Holandês (na Rodovia Raposo Tavares/SP-270).

- Pardinho: Graal Maristela (na Rodovia Castelo Branco/SP-280).

- Pariquera-Açu: Graal Petropen (na Rodovia Régis Bittencourt/BR-116) - pioneiro.

- Pirassununga: Graal Coral (na Rodovia Anhanguera/SP-330).

- Queluz: Graal Estrela (na Rodovia Presidente Dutra/BR-116); Graal Alemão (na Rodovia Presidente Dutra/BR-116).

- Registro: Graal Buenos Aires (na Rodovia Régis Bittencourt/BR-116); Graal Ouro Verde (na Rodovia Régis Bittencourt/BR-116).

- Ribeirão Preto: Graal Trevo (na Rodovia Anhanguera/SP-330).

- Santa Bárbara d'Oeste: Graal 125 Norte (na Rodovia dos Bandeirantes/SP-348); Graal 125 Sul (na Rodovia dos Bandeirantes/SP-348).

- Santa Cruz do Rio Pardo: Graal Estação Kafé (na Rodovia Engenheiro João Batista Cabral Renno/SP-225); Graal Paloma (na Rodovia Engenheiro João Batista Cabral Renno/SP-225).

- São Carlos: Graal Rubi (norte na Rodovia Washington Luís/SP-310) e Graal São Carlos (sul na Rodovia Washington Luís/SP-310).

### Santa Catarina
- Imbituba: Graal Baleia Branca (na Rodovia BR-101).
- Balneário Piçarras: Graal Grande Parada Norte (na BR-101) e Graal Grande Parada Sul (na BR-101)[14]